# Smaakpapil

Schematische weergave van een van de smaakknoppen van een smaakpapil

Smaakpapillen zijn zenuwuiteinden op de tong en op het achterste (zachte) deel van het gehemelte die door stoffen in voedsel worden geprikkeld en daarmee de smaakzin vormen. De zenuwen sturen deze informatie door naar de hersenen. De hersenen vertalen dit als een smaakwaarneming, men proeft iets.
De mens kan met deze smaakpapillen vijf verschillende smaken onderscheiden: zoet, bitter, zout, umami en zuur. Volgens sommige onderzoekers is er nog een zesde smaak, namelijk  vet. Alle typen papil kunnen vijf smaken onderscheiden.
Pittig of pikant is de pijn die een smaakpapil registreert bij het proeven van pikante stoffen.

Soorten tongpapillen: draadvormige papillae filiformes (linksonder), de enige die geen smaakknoppen bevatten, paddenstoelvormige papillae fungiformes (rechtsonder), bladvormige papillae foliatae (linksboven) en de grote papillae circumvallatae achter op de tong (rechtsboven)
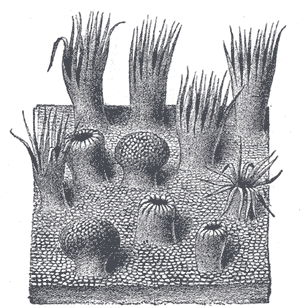
Tekening van het slijmvlies van de tong uit Gray's Anatomy, met twee paddenstoelvormige en een negental draadvormige papillen (bij vijf ervan staan de draden rechtop, bij één zijn ze uitgespreid en bij drie naar binnen gevouwen)